# قسم تشهارده الريفي (مقاطعة آستانة أشرفية)
قسم تشهارده الريفي (بالفارسية: دهستان چهارده) هي منطقة سكنية تقع في إيران في قسم. يقدر عدد سكانها بـ 4,214 نسمة .